# Бурая птица-носорог
Бурая птица-носорог или бурый калао (лат. Anorrhinus tickelli) — азиатский вид птиц, принадлежащий к семейству птиц-носорогов (Bucerotidae). Встречается в регионе Танинтайи в Мьянме и в прилегающих районах западного Таиланда и имеет наименьший ареал среди всех птиц-носорогов. Anorrhinus austeni иногда рассматривается как подвид бурого калао.

## Внешний вид и строение
Бурая птица-носорог — птица-носорог среднего размера, общая длина которой составляет от 60 до 65 сантиметров. Самцы весят от 850 до 912 г, а самки — от 683 до 797 г. Оперение тёмно-коричневое на спине и красновато-коричневое на груди и брюхе. У самцов гораздо более выражена красновато-коричневая окраска груди и брюха. Клюв самца светло-жёлтый, а клюв самки тёмно-коричневый. Молодые птицы похожи на взрослых самцов, но имеют более светлый коричневый цвет.

## Места обитания и образ жизни
Бурая птица-носорог обитает в гористой местности до высоты 1500 метров над уровнем моря в вечнозелёных и широколиственных густых лесах с высокими деревьями. Об образе жизни этого вида мало что известно. Вероятно, это оседлая птица и, как и близкородственная птица-носорог Anorrhinus austeni, питается фруктами, особенно инжиром, и мелкими животными, такими как членистоногие, летучие мыши, гадюки, ящерицы, улитки, дождевые черви, а также птенцами и яйцами других птиц. Обычно они держатся группами от 2 до 15 особей. Размножается с февраля по апрель. Как и другие птицы-носороги, бурая птица-носорог гнездится в больших естественных дуплах деревьев на высоте от 3,5 до 8 метров от земли. Птицы размножаются группами с доминирующей парой и несколькими помощниками-самцами.

## Систематика
Бурая птица-носорог впервые была научно описана в 1855 году английским зоологом Эдвардом Блитом и названа в честь британского орнитолога Сэмюэля Ричарда Тикелла. Вместе с Anorrhinus austeni и короткочубым калао (Anorrhinus galeritus) образует род короткочубых калао (Anorrhinus), который был выделен в 1849 году немецким натуралистом Людвигом Райхенбахом. Однако некоторые авторы относят его к роду Ptilolaemus вместе с Anorrhinus austeni, и его часто считают конспецифичным с Anorrhinus austeni.

## Угрозы для вида
Бурый калао считается видом, близким к уязвимому положению. Имеет самый маленький ареал среди всех птиц-носорогов. Утрата среды обитания из-за незаконной вырубки лесов и расширения сельскохозяйственных угодий представляет наибольшую угрозу существованию вида.